# Kubo e la spada magica
Kubo e la spada magica (Kubo and the Two Strings) è un film d'animazione in stop-motion del 2016 diretto da Travis Knight e prodotto dallo studio di animazione Laika. La trama è originale, ma prende spunto da numerosi elementi della mitologia e del folklore giapponese.

## Trama
Nell'antico Giappone Kubo, un ragazzino con un occhio solo, vive in una grotta isolata a picco sul mare, dove si prende cura di Sariatu, sua madre malata. Kubo si guadagna da vivere raccontando storie agli abitanti del villaggio vicino, grazie alla sua capacità di animare magicamente degli origami di carta suonando lo shamisen. L'eroe dei suoi racconti, che Kubo conosce grazie alla madre nonostante un'amnesia di questa, è il proprio padre, un coraggioso samurai di nome Hanzo: la donna, inoltre, vieta al figlio di uscire dalla grotta di notte, perché le sorelle e il padre di lei vogliono accecare completamente il ragazzino.
Un giorno però Kubo vuole assistere a una festa sul ricordo dei defunti passati. Contro le raccomandazioni della madre, si trattiene fuori casa fino a sera, per cui le due zie di Kubo, Karasu e Washi, che da anni davano la caccia a lui e a Sariatu, riescono a trovarlo. Quest'ultima affronta le due sorelle minori e si sacrifica per far scappare suo figlio, cui dà il compito di ritrovare l'armatura di Hanzo per sconfiggere il Re Luna.
Risvegliatosi al nord, Kubo si ritrova in compagnia di una scimmia bianca, protettrice incaricata dalla madre, e più avanti i due incontreranno Scarabeo, uno scarabeo umanoide, che si presenta come allievo del padre di Kubo, nonché un origami raffigurante Hanzo, nato dai fogli di carta nella sacca di Kubo, che si uniscono ai due alla ricerca dell'armatura. Prima affrontano un gigantesco scheletro demoniaco, custode della spada. Più avanti, in un lago, vengono attaccati da una delle zie: Kubo finisce in acqua e trova il pettorale dell'armatura, ma viene ipnotizzato da un mostro marino onnisciente che gli rivela che Scimmia altri non è che la reincarnazione della madre; mentre quest'ultima uccide la sorella, il ragazzo è salvato in extremis da Scarabeo prima di essere divorato.
Scimmia conferma di essere la reincarnazione di Sariatu, e racconta la propria storia. Lei, Washi e Karasu, come il padre, avevano avuto notizia di un'armatura che avrebbe dato a chiunque il potere di minacciare i cieli, per cui il Re Luna mandò le figlie a custodirla. Sariatu giunse prima delle sorelle al Tempio delle Ossa in cui era tenuta l'armatura, e fu raggiunta da Hanzo che intendeva impossessarsene: i due combatterono per un po', poi si innamorarono, e Sariatu preferì rinunciare alla sua vita solita per stare sulla Terra, sentendo che valeva la pena vivere una vita da mortale, che il Re Luna disprezzava perché disgustato dalle imperfezioni degli uomini. Da Sariatu e Hanzo nacque Kubo, e saputolo il Re Luna cavò un occhio al nipote per renderlo "cieco" al mondo degli uomini come lo erano gli abitanti della Luna; Sariatu perse le tracce di Hanzo, dandolo per ucciso dalla famiglia di lei, e fuggì da loro in Giappone, riuscendo a salvare sé e il neonato ma perdendo in parte la memoria a causa di un trauma cranico.
Una notte, Kubo sogna un anziano cieco che gli mostra il palazzo di suo padre, e Kubo ipotizza che l'elmo magico sia lì, ma li attacca l'altra zia, che rivela che lo scarabeo non è altri che Hanzo, trasformato e privato della memoria dal Re Luna per avergli portato via la figlia primogenita; nello scontro che ne deriva, Scimmia/Sariatu, Scarabeo/Hanzo e l'ultima zia perdono la vita. L'origami raffigurante Hanzo, con le sue ultime forze indica a Kubo il luogo dove è nascosto l'elmo, l'ultimo pezzo dell'armatura, ovvero la campana del suo villaggio d'origine.
Giunto lì in volo grazie alla magia dello shamisen e recuperato l'elmo, Kubo incontra Raiden, suo nonno il Re Luna, che gli propone di sedere accanto a lui in cielo e di diventare un Dio, mostrando disprezzo per il mondo e l'umanità, che considera inferiore. Kubo rifiuta, segue uno scontro tra Raiden, trasformato in un mostro simile ad un drago, che termina con la distruzione dell'armatura, Kubo allora fa affidamento sul suo shamisen, usando la corda dell'arco di suo padre, un capello della madre e un capello suo al posto delle corde che si sono rotte, con la musica richiama le anime dei defunti che insieme aggrediscono il Re Luna, ma invece di ucciderlo, lo tramutano in un mite e gentile vecchietto, privato dei ricordi e dei suoi poteri, e con un occhio sano invece che totalmente cieco. Convinto dagli abitanti del villaggio di essere uno di loro, aiuta essi e il nipote a ricostruirlo. Kubo, infine, alla successiva festa dei morti, accende due lanterne in ricordo dei suoi genitori, che gli appaiono come spiriti e lo abbracciano.

## Distribuzione
Il film è stato presentato in anteprima mondiale al Jerusalem Film Festival l'8 luglio 2016 e il mese successivo al Melbourne International Film Festival. Il film è stato distribuito nelle sale cinematografiche statunitensi il 19 agosto 2016, mentre in quelle italiane il 3 novembre 2016.

## Riconoscimenti
- 2017 – Premi Oscar
  - Candidatura per il miglior film d'animazione
  - Candidatura per i migliori effetti speciali

- 2016 – National Board of Review Awards
  - Miglior film d'animazione
- 2017 – Golden Globe
  - Candidatura per il miglior film d'animazione
- 2017 – Annie Awards
  - Miglior animazione dei personaggi in un film d'animazione
  - Miglior scenografia in un film d'animazione
  - Miglior montaggio in un film d'animazione
- 2017 – British Academy Film Awards
  - Miglior film d'animazione